# Парк принчева
Парк принчева или Парк де Пренс (фр. Parc des Princes, IPA: ) стадион је који се налази у Паризу, Француска и користи га фудбалски клуб Пари Сен Жермен. Изграђен је 1937. године и има капацитет од 48.713 места. Био је национални стадион док Стад де Франс није изграђен за Светско првенство у фудбалу 1998. Стадион и земља на којој се налази је у власништву града Париза. Име Парк Принчева је добио јер је то име дато том пределу у 18. веку, када је тај предео био шума коју је краљевска породица користила за лов. 

## Историја

### Оригинални стадион (1897–1932)
Првобитно назван Stade Vélodrome du Parc des Princes, стадион је свечано отворен 18. јула 1897. године. Смештен у 16. париском округу, област је била шумовити парк који је користила краљевска породица пре Француске револуције. Због тога је објекат добио име Парк принчева.
Са више од 3.000 седишта, велодром је имао стазу од 728 метара. Директор стадиона, Хенри Десгранге, био је бивши тркачки бициклиста и оснивач бициклистичког часописа Л'Ауто (претходник Л'Екипе). Ле Парк је означио завршетак Турнеје од њеног првог издања 1903. до 1967. Светско првенство у бициклизму на стази УЦИ 1900. одржано је на Парку принчева.
1903. године, енглеска екипа је лако победила тим састављен од најбољих париских играча (11 : 0) пред 984 плаћених гледалаца, у првом међународном фудбалском мечу одиграном на Парку принчева. 1905. године, француска фудбалска репрезентација је играла свој први меч на домаћем терену против Швајцарске, победивши 1 : 0 на Парку принчева. Након тога, стадион је дочекао још престижних пријатељских утакмица, али и четири финала француског првенства, као и финале Купа Француске 1919.